# Paul Hoffman (Gewichtheber)
Paul Hoffman (* 3. Dezember 1955) ist ein ehemaliger eswatinischer Gewichtheber. 
Er trat bei den Olympischen Spielen 1984 in Los Angeles und den Olympischen Spielen 1988 in Seoul an. 1984 kam er im Mittelgewicht auf Platz 19 und 1988 auf Platz 21.